# España en los Juegos Paralímpicos de Atenas 2004
España estuvo representada en los Juegos Paralímpicos de Atenas 2004 por un total de 158 deportistas, 123 hombres y 35 mujeres.

## Medallistas
El equipo paralímpico español obtuvo las siguientes medallas:
| Nombre | Deporte           | Evento                                  |
| --- | ----------------- | --------------------------------------- |
| Oro |                   |                                         |
| Abel Ávila | Atletismo         | 800 m T12 masculino                     |
| David Casinos | Atletismo         | Peso F11 masculino                      |
| José Javier Curto | Bochas            | Individual BC2 mixto                    |
| Roberto Alcaide | Ciclismo en pista | Persecución individual LC2 masculino    |
| Javier Otxoa | Ciclismo en ruta  | Ruta/Contrarreloj CP3 masculino         |
| Antonio García | Ciclismo en ruta  | Ruta/Contrarreloj LC3 masculino         |
| Sara Carracelas | Natación          | 50 m espalda S2 femenino                |
| Sara Carracelas | Natación          | 50 m libre S2 femenino                  |
| Sara Carracelas | Natación          | 100 m libre S2 femenino                 |
| Teresa Perales | Natación          | 50 m mariposa S5 femenino               |
| Teresa Perales | Natación          | 100 m libre S5 femenino                 |
| Anaís García | Natación          | 100 m libre S11 femenino                |
| Sandra Gómez | Natación          | 100 m braza SB12 femenino               |
| Ana García-Arcicollar | Natación          | 400 m libre S12 femenino                |
| Sebastián Rodríguez | Natación          | 50 m libre S5 masculino                 |
| Sebastián Rodríguez | Natación          | 100 m libre S5 masculino                |
| Sebastián Rodríguez | Natación          | 200 m libre S5 masculino                |
| Jesús Collado | Natación          | 100 m mariposa S9 masculino             |
| Miguel Luque | Natación          | 50 m braza SB3 masculino                |
| Carmen Herrera | Yudo              | –70 kg femenino                         |
| Plata |                   |                                         |
| Rosalía Lázaro | Atletismo         | Salto de longitud F12 femenino          |
| Luis Bullido | Atletismo         | 200 m T11 masculino                     |
| Luis Bullido | Atletismo         | 400 m T11 masculino                     |
| José María Pámpano | Atletismo         | 1500 m T36 masculino                    |
| Santiago Sanz | Atletismo         | 1500 m T52 masculino                    |
| José Javier Conde | Atletismo         | 5000 m T46 masculino                    |
| Santiago Pesquera | Bochas            | Individual BC3 mixto                    |
| Santiago Pesquera José Manuel Rodríguez | Bochas            | Dobles BC3 mixto                        |
| Javier Otxoa | Ciclismo en pista | Persecución individual CP3 masculino    |
| Juan José Méndez | Ciclismo en pista | Persecución individual LC4 masculino    |
| Roberto Alcaide | Ciclismo en ruta  | Ruta/Contrarreloj LC2 masculino         |
| Christian Venge | Ciclismo en ruta  | Ruta/Contrarreloj tándem B1-3 masculino |
| Déborah Font | Natación          | 100 m braza SB12 femenino               |
| Déborah Font | Natación          | 400 m libre S12 femenino                |
| Regina Cachán Noelia García Teresa Perales Vanesa Capó | Natación          | 4 × 50 m estilos (20 ptos.) femenino    |
| David Julián Levecq | Natación          | 50 m libre S10 masculino                |
| David Julián Levecq | Natación          | 100 m libre S10 masculino               |
| Daniel Vidal | Natación          | 50 m libre S6 masculino                 |
| Vicente Gil | Natación          | 50 m braza SB3 masculino                |
| Javier Goñi | Natación          | 100 m espalda S11 masculino             |
| Javier Torres | Natación          | 150 m estilos SM4 masculino             |
| Richard Oribe | Natación          | 200 m libre S4 masculino                |
| Enrique Floriano | Natación          | 400 m libre S12 masculino               |
| Enrique Floriano Albert Gelis Daniel Llambrich Israel Oliver | Natación          | 4 × 100 m estilos (49 ptos.) masculino  |
| Marta Arce | Yudo              | –57 kg femenino                         |
| María del Mar Olmedo | Yudo              | +70 kg femenino                         |
| David García | Yudo              | –66 kg masculino                        |
| Bronce |                   |                                         |
| Purificación Santamarta | Atletismo         | 200 m T11 femenino                      |
| Luis Bullido | Atletismo         | 100 m T11 masculino                     |
| Santiago Sanz | Atletismo         | 5000 m T52 masculino                    |
| José María Dueso | Bochas            | Individual BC4 mixto                    |
| Francisco Javier Beltrán Antonio Cid Pedro Cordero José Javier Curto | Bochas            | Equipo BC1-BC2 mixto                    |
| Adolfo Samuel Acosta Vicente Aguilar Alfredo Cuadrado Pedro Antonio García Carmelo Garrido José López Antonio Jesús Martín Marcelo Rosado Carlos Álvarez Gonzalo Iván Largo | Fútbol 5          | Torneo masculino                        |
| Teresa Perales | Natación          | 50 m espalda S5 femenino                |
| Teresa Perales | Natación          | 50 m libre S5 femenino                  |
| Teresa Perales | Natación          | 100 m braza SB4 femenino                |
| Esther Morales | Natación          | 50 m libre S10 femenino                 |
| Esther Morales | Natación          | 100 m espalda S10 femenino              |
| Ana García-Arcicollar | Natación          | 100 m mariposa S12 femenino             |
| Déborah Font | Natación          | 200 m estilos SM12 femenino             |
| Enhamed Enhamed | Natación          | 100 m mariposa S11 masculino            |
| Enhamed Enhamed | Natación          | 400 m libre S11 masculino               |
| Daniel Vidal | Natación          | 50 m mariposa S6 masculino              |
| Jesús Collado | Natación          | 100 m espalda S9 masculino              |
| Richard Oribe | Natación          | 100 m libre S4 masculino                |
| Israel Oliver | Natación          | 100 m mariposa S12 masculino            |
| Enrique Floriano | Natación          | 200 m estilos SM12 masculino            |
| Miguel Luque Sebastián Rodríguez Jordi Gordillo Daniel Vidal Pablo Cimadevila José Ramos Javier Torres                                                                      | Natación          | 4 × 50 m estilos (20 ptos.) masculino   |
| Jordi Morales | Tenis de mesa     | Individual 7 masculino                  |
| María Mónica Merenciano | Yudo              | –63 kg femenino                         |
| Raúl Fernández | Yudo              | –90 kg masculino                        |